# Macrocarpaea elix
Macrocarpaea elix är en gentianaväxtart som beskrevs av Jason Randall Grant. 
Macrocarpaea elix ingår i släktet Macrocarpaea och familjen gentianaväxter. Inga underarter finns listade i Catalogue of Life.